# Jean de Dieu-Raymond de Boisgelin de Cucé
Jean de Dieu-Raymond de Boisgelin de Cucé (Rennes, 27 febbraio 1732 – Angervilliers, 22 agosto 1804) è stato un cardinale e arcivescovo cattolico francese.

## Biografia
Nato a Rennes il 27 febbraio 1732, divenne prima vescovo di Lavaur il 27 marzo 1765, poi arcivescovo di Aix il 17 giugno 1771 e infine arcivescovo di Tours il 16 aprile 1802, solo due anni prima di morire.
Papa Pio VII lo elevò al rango di cardinale nel concistoro del 17 gennaio 1803.
Morì il 22 agosto 1804 all'età di 72 anni.

## Genealogia episcopale e successione apostolica
La genealogia episcopale è:
- Cardinale Scipione Rebiba
- Cardinale Giulio Antonio Santori
- Cardinale Girolamo Bernerio, O.P.
- Arcivescovo Galeazzo Sanvitale
- Cardinale Ludovico Ludovisi
- Cardinale Luigi Caetani
- Vescovo Giovanni Battista Scanaroli
- Cardinale Antonio Barberini
- Arcivescovo Charles-Maurice Le Tellier
- Arcivescovo Jean-Baptiste-Michel Colbert de Saint-Pouange
- Vescovo Olivier Jégou de Kervilio
- Arcivescovo Louis de La Vergne-Montenard de Tressan
- Cardinale Paul d'Albert de Luynes
- Cardinale Étienne-Charles de Loménie de Brienne
- Cardinale Jean de Dieu-Raymond de Boisgelin de Cucé

La successione apostolica è:
- Vescovo Pierre-Augustin Godard de Belbœuf (1774)
- Vescovo Sébastien-Michel Amelot (1775)
- Cardinale Louis-François de Bausset-Roquefort (1784)
- Vescovo Jean-Joseph-Victor de Castellane-Adhémar (1784)
- Arcivescovo Louis-Mathias-Joseph de Barral (1788)
- Vescovo Gabriel-Melchior de Messey (1788)
- Vescovo Jean-Baptiste-Marie Caffarelli (1802)